# Corydalis balansae
Corydalis balansae är en vallmoväxtart som beskrevs av David Prain. Corydalis balansae ingår i släktet nunneörter, och familjen vallmoväxter. Inga underarter finns listade i Catalogue of Life.